# Воскресенка (Кемеровский район)
Воскресе́нка — деревня в Кемеровском районе Кемеровской области. Входит в состав Елыкаевского сельского поселения.

## География
Центральная часть населённого пункта расположена на высоте 172 метров над уровнем моря.

## Население
По данным Всероссийской переписи населения 2010 года, в деревне Воскресенка проживает 147 человек (61 мужчина, 86 женщин).

## Транспорт
Общественный транспорт представлен автобусным маршрутом:
- №166/167: д/п Вокзал — д. Воскресенка — д. Упоровка